# Allium nevadense
Allium nevadense är en amaryllisväxtart som beskrevs av Sereno Watson. Allium nevadense ingår i släktet lökar, och familjen amaryllisväxter. Inga underarter finns listade i Catalogue of Life.

## Bildgalleri

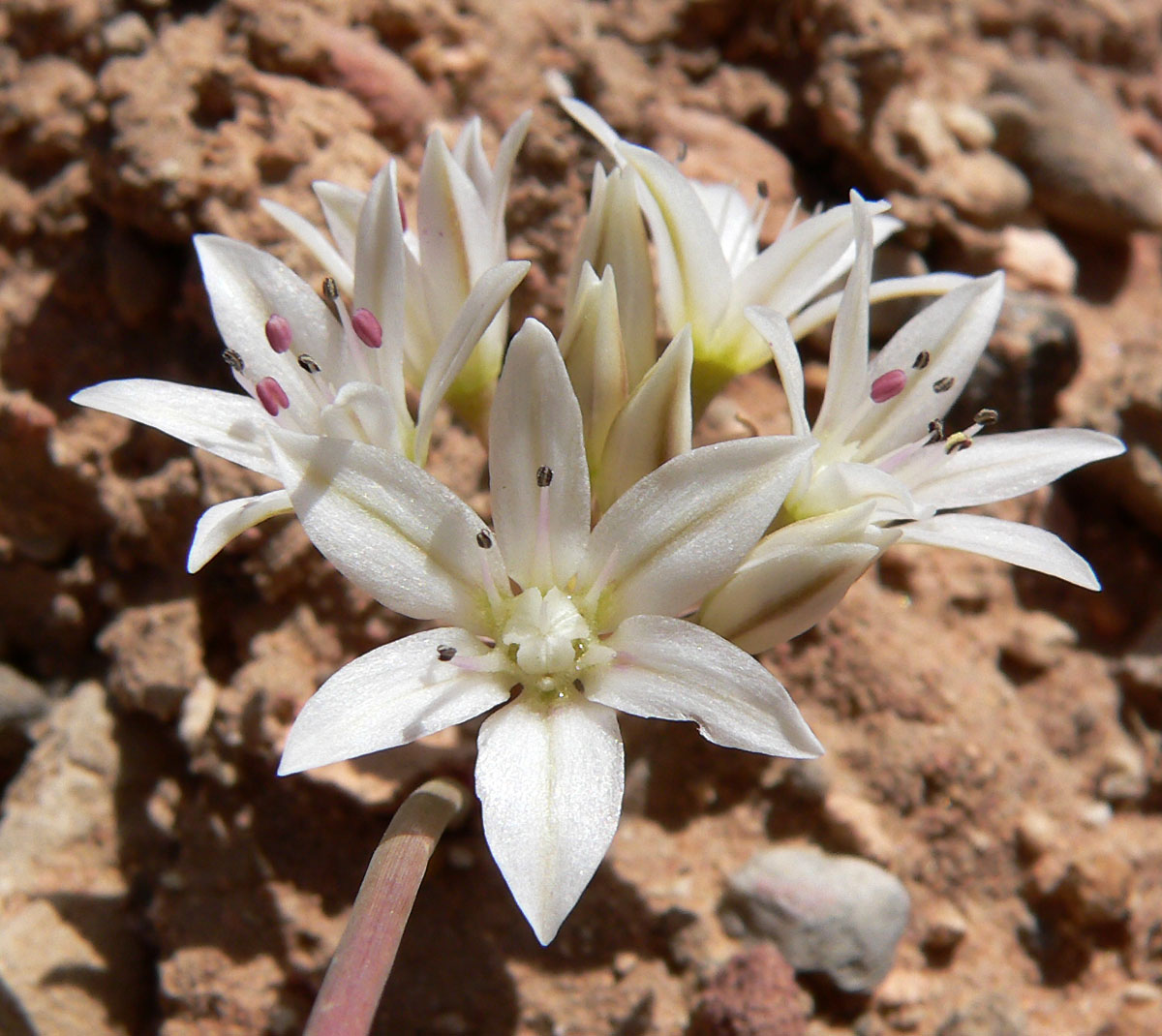
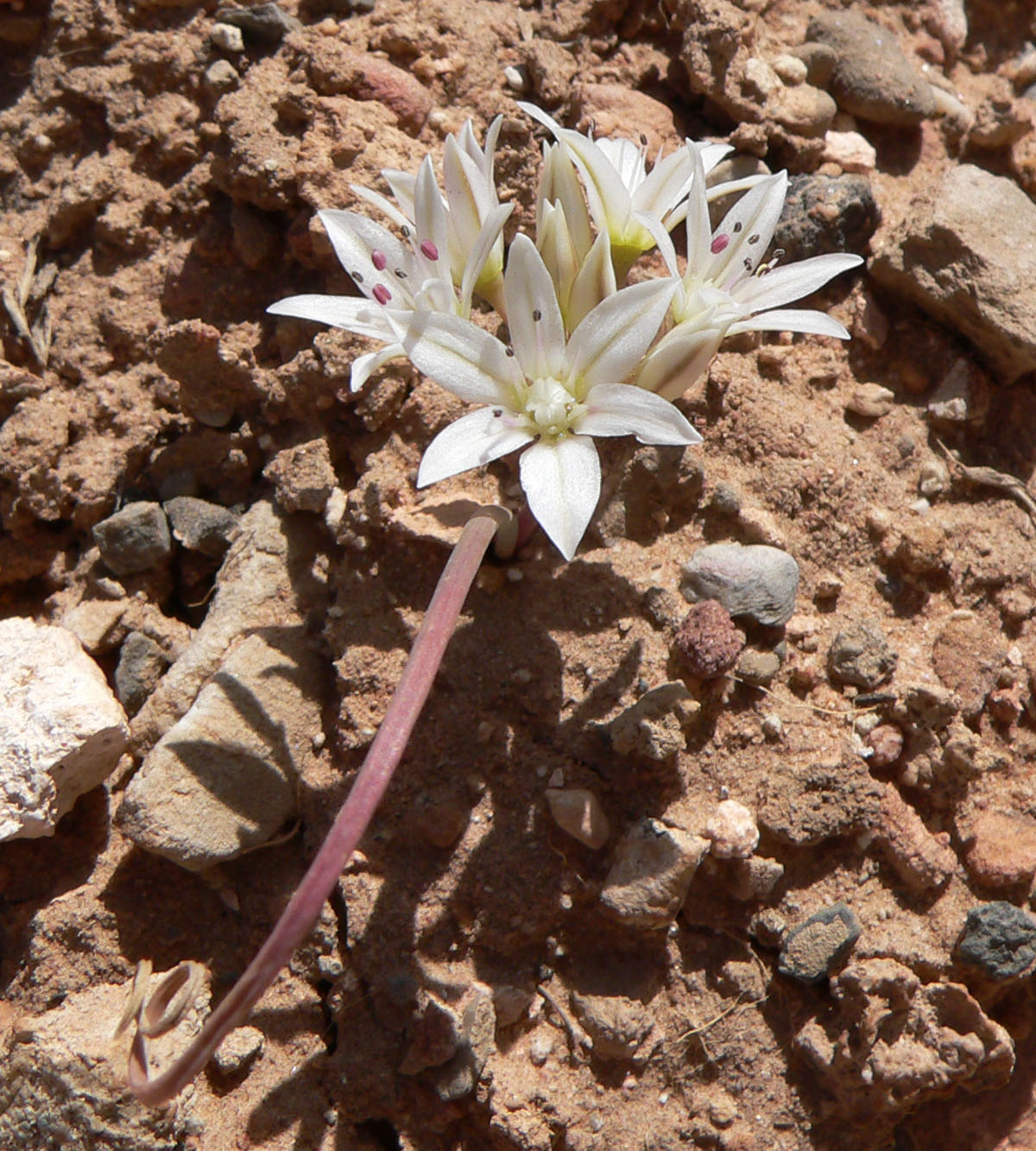
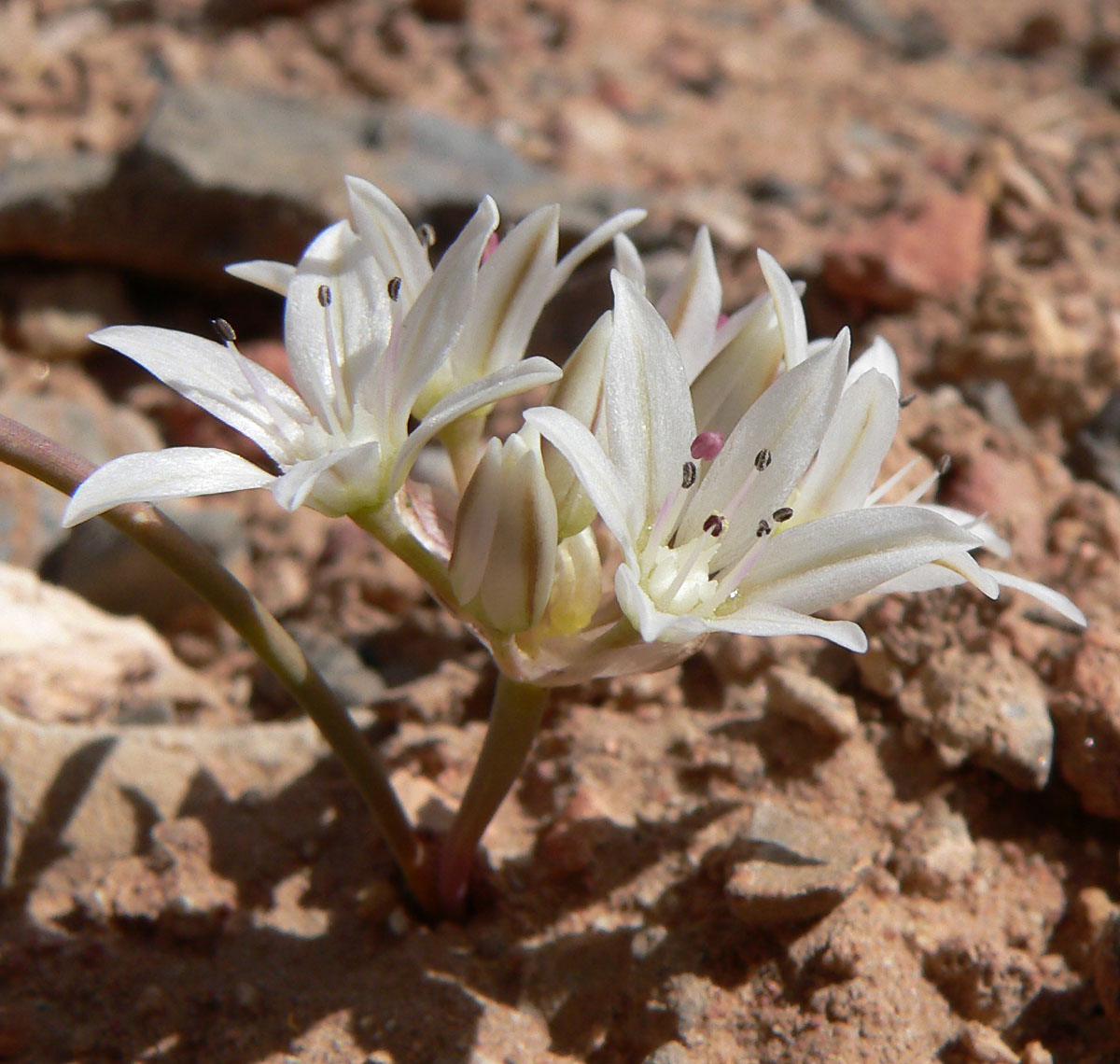
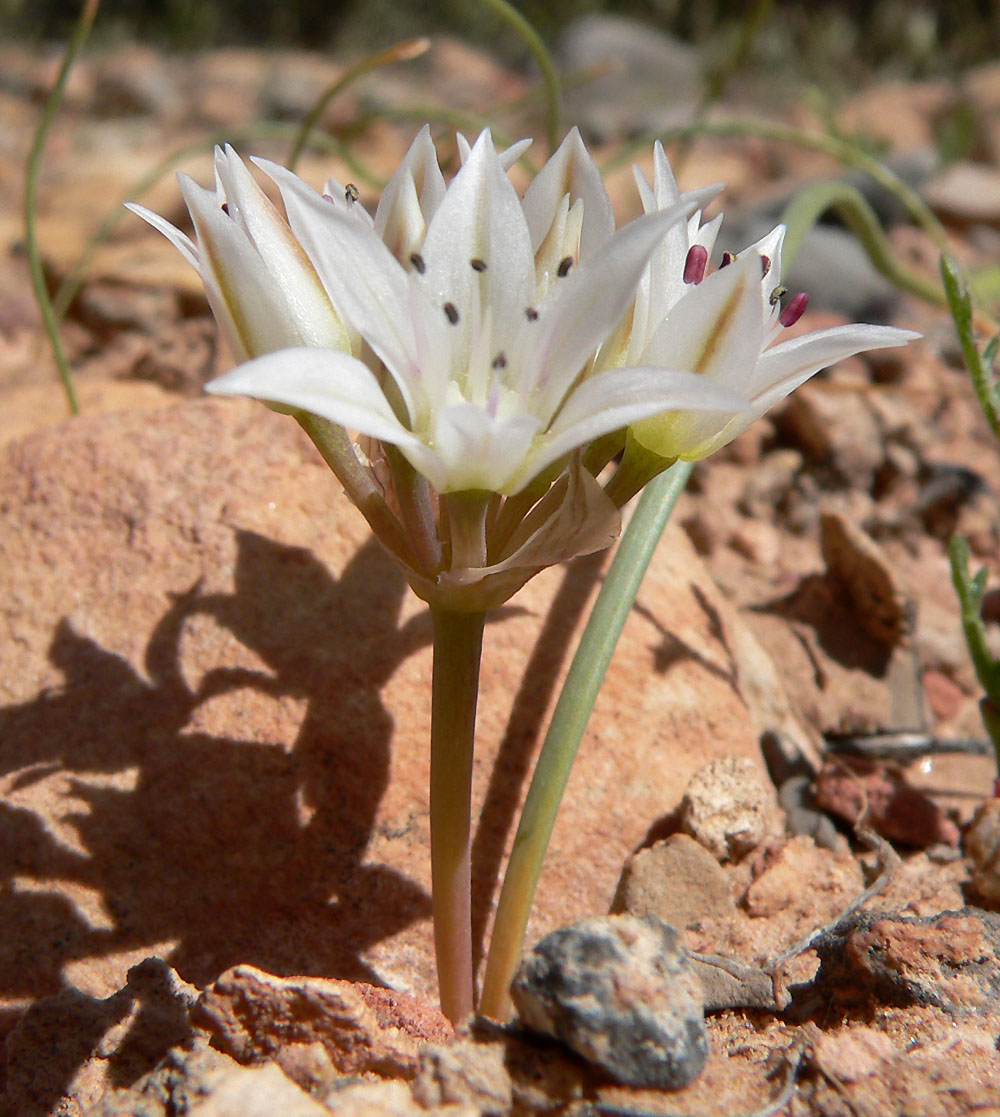
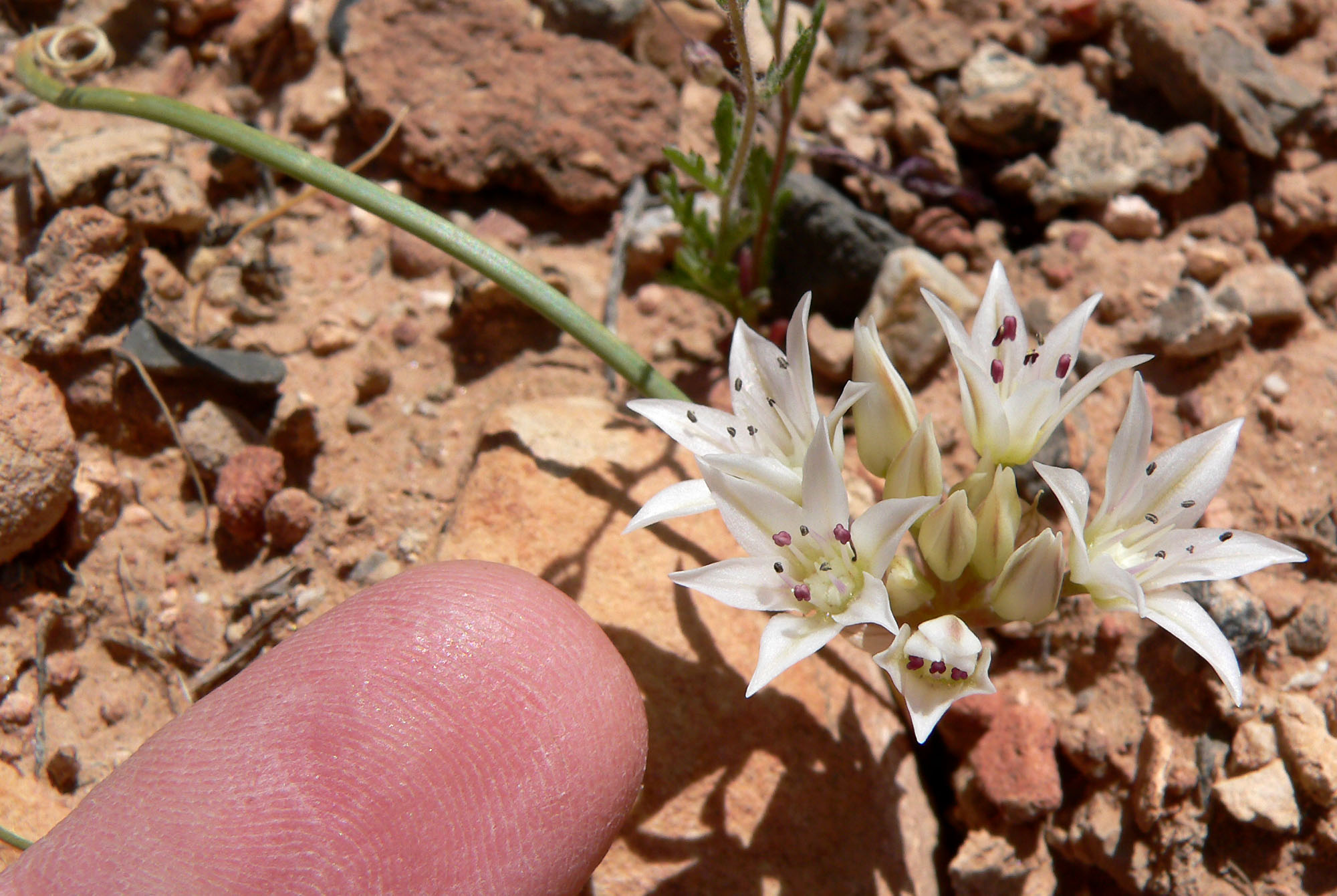
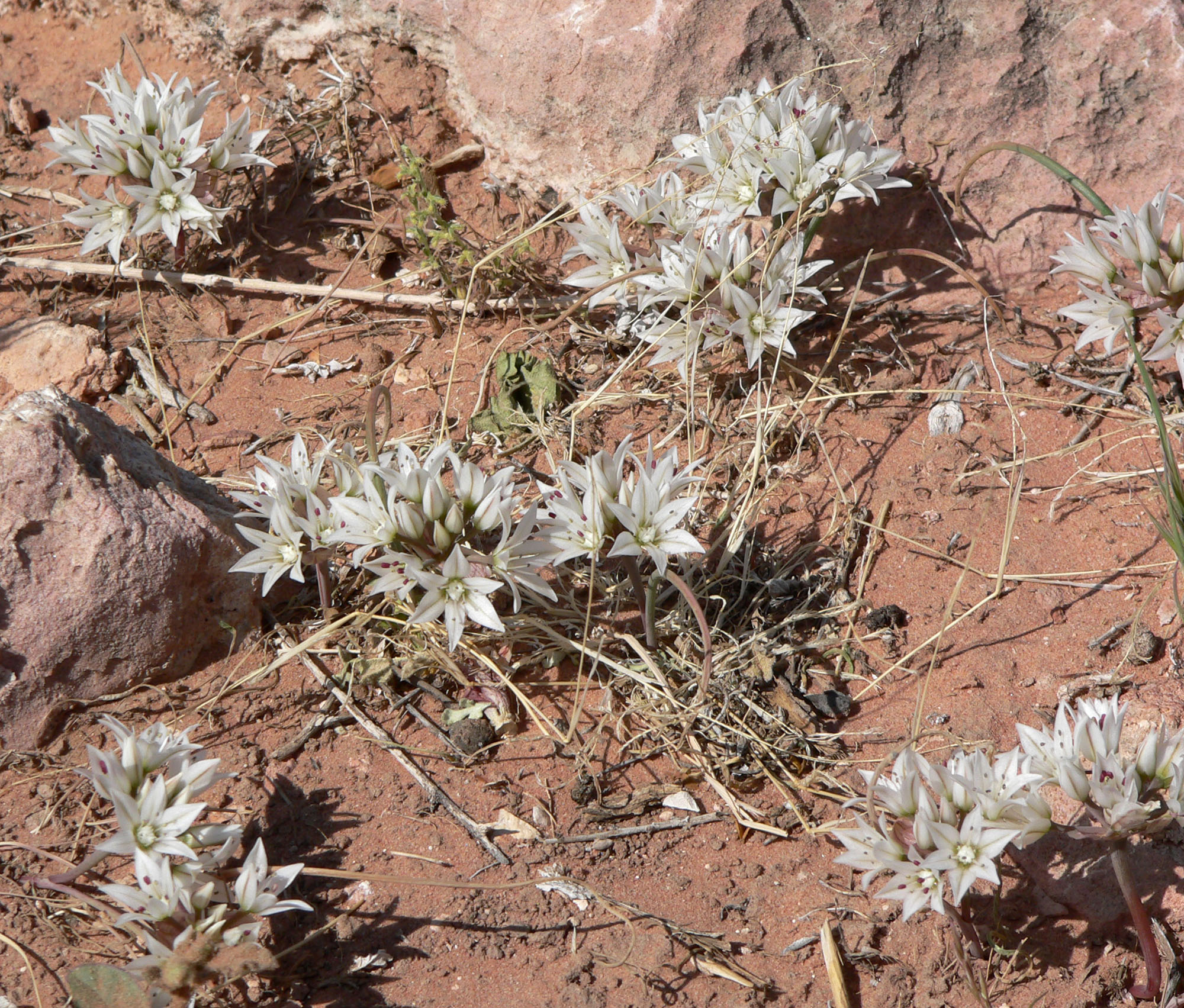